# Aston Botterell
Aston Botterell est une paroisse civile et un village du Shropshire, en Angleterre.